# Віторія (Рібокуе)
Віторія Футебул Клубе ді Рібокуе або просто Віторія Рібокуе (порт. Vitória Futebol Clube do Riboque) — професіональний футбольний клуб з острову Сан-Томе, в Сан-Томе і Принсіпі.

## Історія
«Віторія (Рібокуе)» є один з найстаріших футбольних клубів Сан-Томе і Принсіпі, оскільки заснована ще в 1976 році. Команда базується в Рібокуе околицях міста Сан-Томе в районі Агуа-Гранде на острові Сан-Томе.
Команда виграла шість титулів і є однією з команд в національному Чемпіонаті, що виграла більшість титулів, а також є першою командою, яка виграла перший національний чемпіонат та перші три чемпіонати поспіль, їх останнє на сьогодні чемпіонство було здобуте в 2011 році загалом же клуб п'ять разів вигравав національний Чемпіонат та вісім разів національний Кубок, до цього слід додати ще шість острівних чемпіонств, перше з яких було здобуте в 1984 році, а останнє на сьогодні — в 1999 році.

## Адреса клубу та інформація про нього
Адреса: Авеніда Джовані, Рібокуе
Футбольний комплекс «Ештадіу Насьйональ 12 ді Жунью» на острові Сан-Томе.

## Форма
Їх форма складається з смугастої зеленої сорочки з зеленими рукавами, зелених шортів та білих шкарпеток.

## Фанати
Найвідданіші фанати Віторії (Рібокуе) утворили об'єднання під назвою «VIII Exército» («8-ма Армія»). Назва об'єднання аналогічна до фанатської групи «батьківського» клубу Віторія (Сетабул) з Португалії.

## Статистика виступів в національних турнірах
| Сезон | Дивізіон | Місце |
| ----- | -------- | ----- |
| 1977  | 1ª       | 1-ше  |
| 1978  | 1ª       | 1-ше  |
| 1979  | 1ª       | 1-ше  |
| 1980  | 1ª       | 2-ге  |
| 1981  | 1ª       | 2-ге  |
| 1982  | 1ª       | 3-тє  |
| 1984  | 1ª       | 2-ге  |
| 1985  | 1ª       | 2-ге  |
| 1986  | 1ª       | 1-ше  |
| 1988  | 1ª       | 2-ге  |
| 1989  | 1ª       | 1-ше  |
| 1990  | 1ª       | 4-те  |
| 1991  | 1ª       | 2-ге  |

| Сезон   | Дівізон | Місце |
| ------- | ------- | ----- |
| 1993    | 1ª      | 3-тє  |
| 1994    | 1ª      | 7-ме  |
| 1995    | 1ª      | 2-ге  |
| 1996    | 1ª      | 2-ге  |
| 1997    | 1ª      | 2-ге  |
| 1998    | 1ª      | 3     |
| 1999    | 1ª      | 3-тє  |
| 2000    | 1ª      | 3-тє  |
| 2001    | 1ª      | 5-те  |
| 2003    | 1ª      | 2-ге  |
| 2004    | 1ª      | 2-ге  |
| 2007    | 1ª      | 2-ге  |
| 2009–10 | 1ª      | 2-ге  |

| Season  | Division | Place |
| ------- | -------- | ----- |
| 2011    | 1ª       | 1-ше  |
| 2012    | 1ª       | 4-те  |
| 2012-13 | 1ª       | 3-тє  |
| 2014    | 1ª       | 4-те  |

- 6  завершили сезон на 1-му місці.
- 13 завершили сезон на 2-му місці.
- 6  завершили сезон на 3-му місці.
- 2  завершили сезон на 4-му місці.
- 1  завершили сезон на 5-му місці.
- 1  завершили сезон на 7-му місці.

## Історія виступів у чемпіонаті та кубку
| Сезон | Див. | Міс. | Іг. | В  | Н | П | ЗМ | ПМ | РМ  | О  | Кубок      | Кваліфікація/вибування            |
| ----- | ---- | ---- | --- | -- | - | - | -- | -- | --- | -- | ---------- | --------------------------------- |
| 2011  | 2    | 1    | 21  | 15 | 2 | 4 | 35 | 15 | +20 | 47 | Переможець | Вихід до національного Чемпіонату |
| 2012  | 2    | 4    | 18  | 8  | 3 | 7 | 23 | 18 | +5  | 27 |            |                                   |
| 2013  | 2    | 3    | 18  | 9  | 4 | 5 | 24 | 20 | +4  | 24 |            |                                   |
| 2014  | 2    | 4    | 18  | -  | - | - | -  | -  | -   | -  |            |                                   |
| 2015  | 2    |      | 18  | -  | - | - | -  | -  | -   | -  |            |                                   |

## Досягнення
- Чемпіонат Сан-Томе і Принсіпі з футболу: 5 перемог

чемпіон — 1977, 1978, 1979, 1986, 1989
віце-чемпіон — 1980, 1981, 1984, 1985, 1988, 1991, 1995, 1996, 1997, 2003, 2004, 2007, 2010
- Чемпіонат острову Сан-Томе з футболу: 6 перемог

чемпіон — 1977, 1978, 1979, 1986, 1989, 2011
- Кубок Сан-Томе і Принсіпі з футболу: 8 перемог

переможець — 1984, 1985, 1986, 1989, 1990, 1999, 2007, 2011
фіналіст — 2001